# داميان كينغزبيري
داميان كينغزبيري (بالإنجليزية: Damien Kingsbury)‏ هو صحفي أسترالي، ولد في 30 أغسطس 1955.